# Alan av Bretagne
Alan av Bretagne, död 990, var hertig av Bretagne mellan 988 och 990.